# Puccinia achilleae
Puccinia achilleae är en svampart som beskrevs av Cooke 1880. Puccinia achilleae ingår i släktet Puccinia och familjen Pucciniaceae.   Inga underarter finns listade i Catalogue of Life.